# Philodromus foucauldi
Philodromus foucauldi este o specie de păianjeni din genul Philodromus, familia Philodromidae, descrisă de Denis, 1954.
Este endemică în Algeria. Conform Catalogue of Life specia Philodromus foucauldi nu are subspecii cunoscute.